# Riccardo Roveda
Riccardo Roveda (Costa Volpino, 25 maggio 1909 – San José, 11 giugno 1949) è stato un militare e aviatore italiano, che partecipò alla guerra d'Etiopia, alla guerra civile spagnola e alla seconda guerra mondiale, dove divenne un Asso della Regia Aeronautica con cinque vittorie aeree confermate. Decorato cinque Medaglie d'argento e tre di bronzo al valor militare, oltre alla Croce di Ferro di seconda classe tedesca.

## Biografia

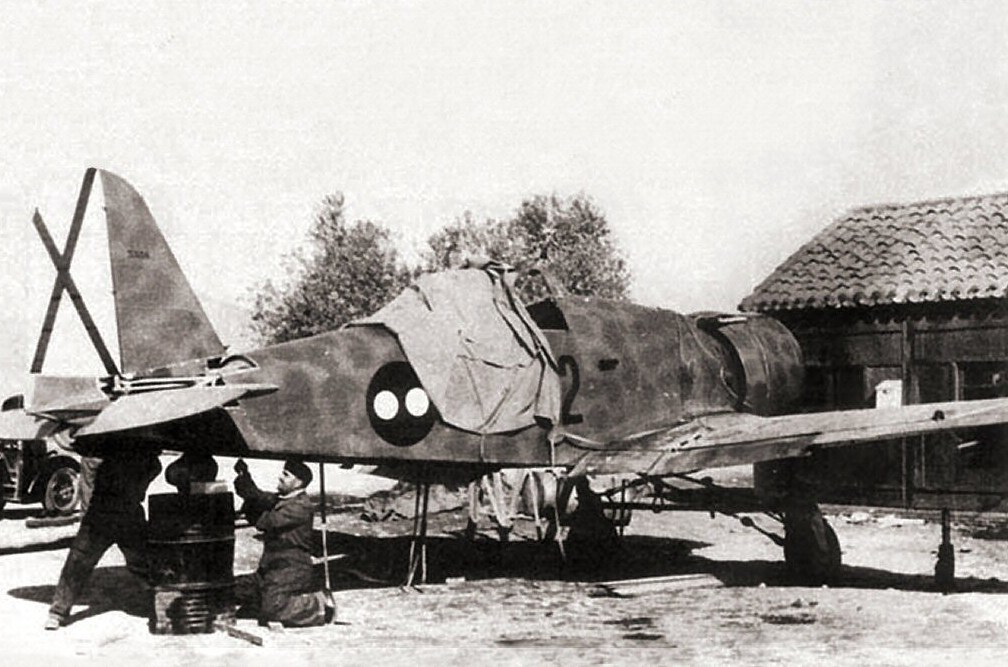
Il Fiat G.50 del capitano Roveda in Spagna, durante la guerra civile.

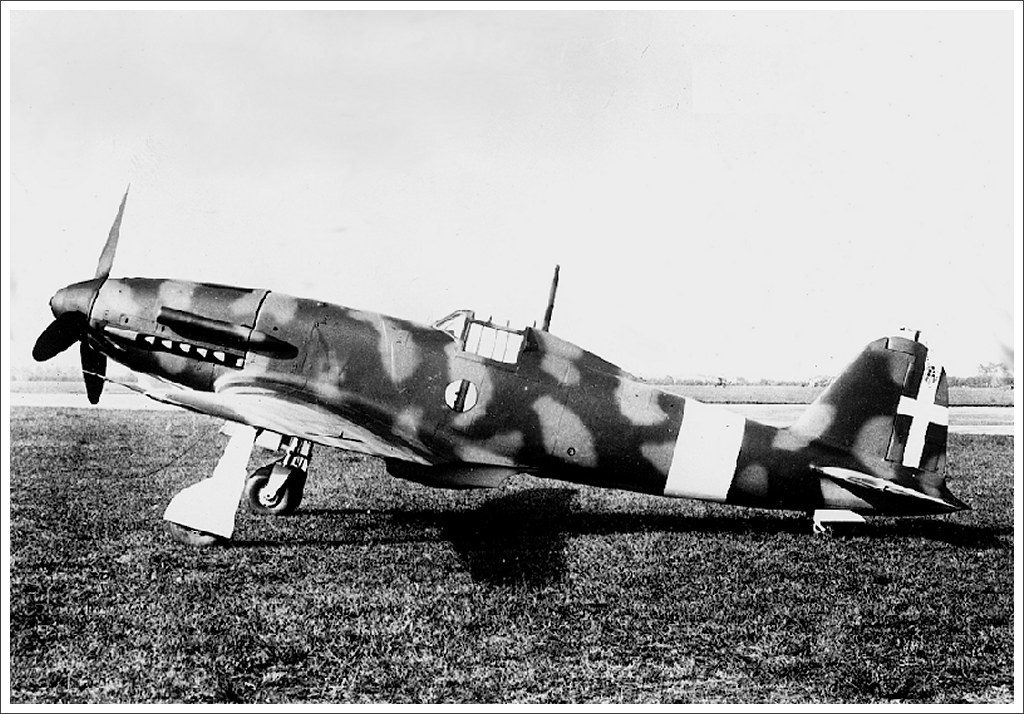
Un Fiat G.55 come quello con cui Roveda eseguì alcune missioni belliche nel corso della seconda guerra mondiale.

Nacque a Costa Volpino il 25 maggio 1909, e dopo aver frequentato la Regia Accademia Aeronautica di Caserta, da cui uscì con il grado di sottotenente pilota, passò in servizio permanente effettivo (s.p.e.) il 1º ottobre 1929. Prese parte alle operazioni in Africa Orientale Italiana per la conquista dell'Etiopia inquadrato nella 110ª Squadriglia Ricognizione Strategica, di cui fu comandante dal 25 settembre 1937 fino al novembre dello stesso anno.
Ritornato in Italia decorato con una Medaglia di bronzo al valor militare, transitò al 4º Stormo Caccia Terrestre basato sull'aeroporto di Gorizia-Merna. Partì volontario per la guerra di Spagna, rimanendo in terra iberica fino al dicembre 1938. Per il coraggio dimostrato in combattimento fu decorato di due Medaglie d'argento e una di bronzo al valor militare.
A partire dal 1939 fu comandante della 353ª Squadriglia, 20º Gruppo Caccia Terrestre, di stanza a Ciampino-Sud. Inquadrata nel 51º Stormo Caccia Terrestre in forza al Corpo Aereo Italiano, la sua Squadriglia, equipaggiata con i caccia monoplani Fiat G.50 Freccia, si trasferì a Maldegem in Belgio per prendere parte alla battaglia d'Inghilterra.  A partire dall'aprile del 1941 il 20º Gruppo combatté in Africa settentrionale italiana operando in seno alla 5ª Squadra aerea, rimanendovi fino al dicembre dello stesso anno quando rientrò in Italia per essere riequipaggiato con i più moderni Aermacchi C.202 Folgore. Il reparto si trasferì sull'Aeroporto di Trapani-Chinisia, in Sicilia, nel maggio del 1942, iniziando subito ad operare sui cieli dell'isola di Malta e sul Canale di Sicilia.
Il 2 febbraio 1943 fu promosso maggiore per meriti di guerra, assumendo il comando del 20º Gruppo all'epoca di stanza sull'aeroporto di Chinisia.
A partire dal 21 marzo eseguì, con il prototipo del caccia Fiat G.55 Centauro, alcune missioni di allarme decollando dall'aeroporto di Capoterra, in Sardegna. L'armistizio dell'8 settembre 1943 lo colse a Roma, presso il Ministero dell'aeronautica, mentre il suo reparto si trovava di stanza sull'aeroporto di Foligno.  Insieme al colonnello Aldo Remondino comandante del 51º Stormo, cercò di raggiungere l'aeroporto del Littorio per decollare alla volta di Brindisi su un velivolo Savoia-Marchetti S.79 Sparviero Purtroppo l'aereo era già stato preso dal maggiore Paolo Moci, del Reparto Sperimentale, coadiuvato da Fulvio Setti, che lo trasferì sull'aeroporto di Lecce-Galatina. Rimasto nella Capitale entrò a far parte delle resistenza contro i nazi-fascisti, distinguendosi per il suo coraggio.
Dopo la fine della guerra per la sua attività nella Resistenza romana fu promosso, con anzianità dal 18 marzo 1943, al grado di tenente colonnello e decorato con una quinta Medaglia d'argento al valor militare. Asso della Regia Aeronautica durante la Seconda guerra mondiale con cinque vittorie aeree confermate, risultava decorato con un totale di cinque Medaglie d'argento e tre di Bronzo al valor militare, oltre alla Croce di Ferro di seconda classe tedesca. Perse la vita insieme a Giovanni Vittore in un incidente aereo a San José, in Costa Rica, l'11 giugno 1949, quando il velivolo SAI Ambrosini Grifo "Angelo dei bimbi" precipitò al suolo causando la morte di entrambi i piloti.

### Annotazioni
1. ↑  Probabilmente dalla sua costituzione nel giugno di quell'anno, e fino all'ottobre-novembre del 1942.
2. ↑  Futuro Capo di Stato Maggiore dell'Aeronautica Militare Italiana.
3. ↑  Si trattava del velivolo MM 22176, carico di documenti segreti del Servizio Informazioni Aeronautica.
4. ↑  Dopo la Liberazione di Roma, il 6 giugno 1944, Roveda accusò apertamente Moci di aver "rubato" l'aereo senza permesso, impedendo a lui e a Remondino di trasferirsi a sud.
5. ↑  Incidente aereo pilotando il famoso aereo Angelo dei Bimbi (Corriere della Sera 12 giugno 1949)

### Fonti
1. ↑  Lioy 1965, p. 90.
2. 1 2 3 4 5 6  Dunning 1988, p. 28.
3. 1 2  Ufficio Storico dell'Aeronautica Militare 1977, p. 161.
4. 1 2 3 4 5  Dunning 1988, p. 29.
5. ↑  Bollettino Ufficiale del Ministero dell'aeronautica, Anno XXI, 27 febbraio 1943.
6. ↑  Ufficio Storico dell'Aeronautica Militare 1977, p. 163.